# Blooper (Mario)
Blooper is een personage uit de Mariospellen.

## Karakteromschrijving
Blooper is een witte inktvis, en een vijand van Mario. Hij maakte zijn debuut in Super Mario Bros., en is daarna nog vaak teruggekeerd. Hij is bijvoorbeeld nog steeds een vijand van Mario in New Super Mario Bros. en New Super Mario Bros. Wii. Maar hij is ook vaak een speelbaar karakter. Zoals in Mario Party 8 en Mario Super Sluggers. In de Mario Kartspellen wordt Blooper gebruikt als een item. Hij spuit inkt op het beeld van de kijker.